# Omphale thoracicus
Omphale thoracicus är en stekelart som först beskrevs av William Harris Ashmead 1894.  Omphale thoracicus ingår i släktet Omphale och familjen finglanssteklar. Inga underarter finns listade i Catalogue of Life.